# Лазистанский хребет
Лазиста́нский хребе́т или Восто́чно-Понти́йские го́ры или Качка́рские го́ры (тур. Kaçkarlar или тур. Kaçkar Dağları) — горный хребет в восточной части Понтийских гор, поднимается вдоль юго-восточного побережья Чёрного моря в северо-восточной Турции в исторической области Лазистан вблизи границы с Грузией. Самые высокие вершины региона, всегда покрытые снегом — Качкар (3937 м) и Карчал (3428 м). На западе хребет доходит почти до моря, на юге и востоке граничит с долиной реки Чорох.

## Этимология названия
Название горы Качкар происходит от армянского слова kaçkar (арм. Խաչքար  — haçkar / хачкар).